# Deutsche Meisterschaften im Bahnradsport 2011

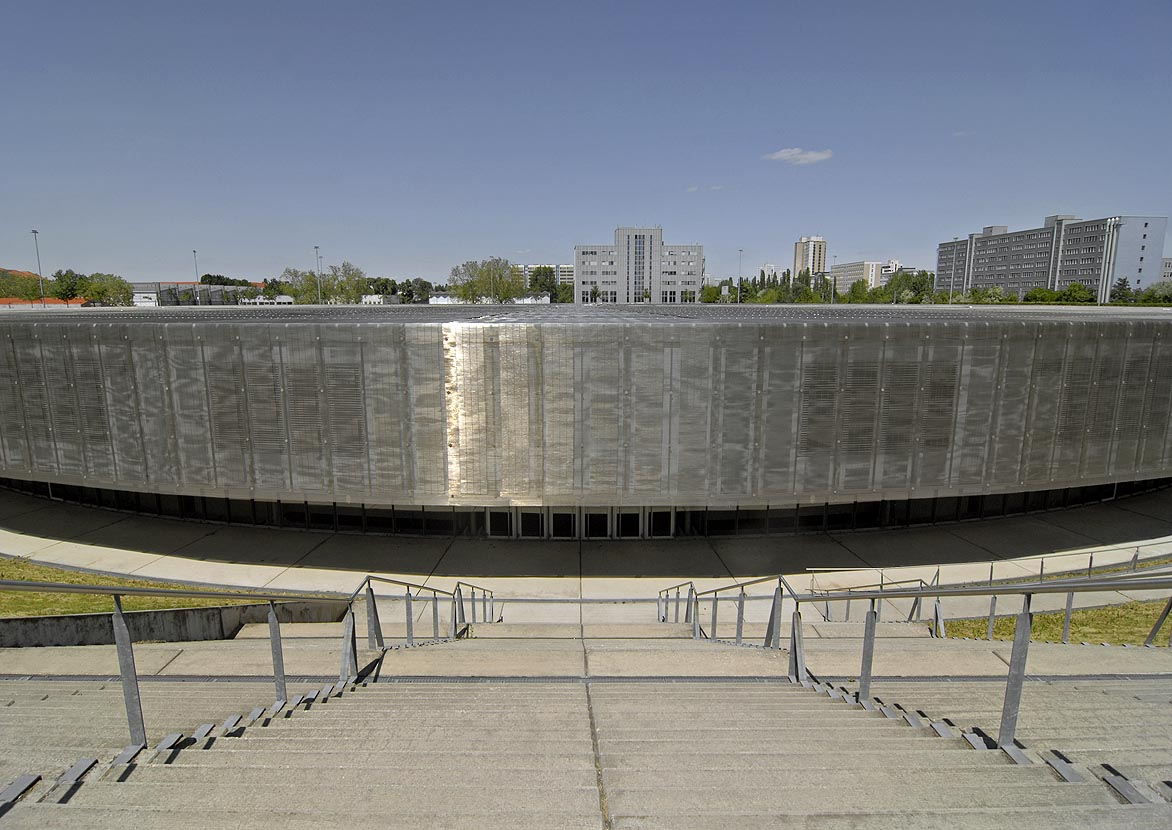
Das Velodrom in Berlin

Die 125. Deutschen Meisterschaften im Bahnradsport fanden vom 6. bis 11. Juli 2011 im Velodrom in Berlin statt.

## Zeitplan (Elite)
| Datum               | Disziplinen Männer                                               | Disziplinen Frauen                                 |
| ------------------- | ---------------------------------------------------------------- | -------------------------------------------------- |
| Mittwoch, 6. Juli   | Einerverfolgung (4000 m)                                         |                                                    |
| Donnerstag, 7. Juli | Mannschaftsverfolgung (4000 m), Teamsprint                       | Einerverfolgung (3000 m), Sprint                   |
| Freitag, 8. Juli    | Zeitfahren (1000 m)                                              | Zeitfahren (500 m), Mannschaftsverfolgung (3000 m) |
| Samstag, 9. Juli    |                                                                  | Punktefahren, Keirin                               |
| Sonntag, 10. Juli   | Sprint, Punktefahren, Keirin, Zweier-Mannschaftsfahren (Madison) | Teamsprint                                         |

## Ergebnisse

### Sprint
| Männer |                   |                    |
| #      | Name              | Verein/Team        |
|        | Stefan Bötticher  | Team Erdgas.2012   |
|        | René Enders       | RSC Turbine Erfurt |
|        | Robert Förstemann | Team Erdgas.2012   |

| Frauen |                      |                    |
| #      | Name                 | Verein/Team        |
|        | Kristina Vogel       | RSC Turbine Erfurt |
|        | Miriam Welte         | RC Kaiserslautern  |
|        | Sabine Bretschneider | Erkneraner RC 1996 |

### Keirin
| Männer |                  |                    |
| #      | Name             | Verein/Team        |
|        | Maximilian Levy  | Team Erdgas.2012   |
|        | René Enders      | RSC Turbine Erfurt |
|        | Stefan Bötticher | Team Erdgas.2012   |

| Frauen |                      |                    |
| #      | Name                 | Verein/Team        |
|        | Miriam Welte         | RC Kaiserslautern  |
|        | Kristina Vogel       | RSC Turbine Erfurt |
|        | Sabine Bretschneider | Erkneraner RC 1996 |

### Teamsprint
| Männer |                                                     |                                                |
| #      | Name                                                | Verein/Team                                    |
|        | Carsten Bergemann Robert Förstemann Maximilian Levy | Team Erdgas.2012                               |
|        | Stefan Nimke Marc Schröder Tobias Wächter           | PSV Schwerin Track Team Mecklenburg-Vorpommern |
|        | Eric Engler Erik Balzer Philipp Thiele              | Track Team Brandenburg                         |

| Frauen |                                     |                    |
| #      | Name                                | Verein/Team        |
|        | Miriam Welte Verena Jooß            | LV Rheinland-Pfalz |
|        | Christina Konsulke Charlene Delev   | LV Brandenburg I   |
|        | Charlott Arndt Sabine Bretschneider | LV Brandenburg II  |

### Zeitfahren
| Männer (1000 Meter) |                |                        |
| #                   | Name           | Verein/Team            |
|                     | Stefan Nimke   | PSV Schwerin           |
|                     | Joachim Eilers | Team Erdgas.2012       |
|                     | Eric Engler    | Track Team Brandenburg |

| Frauen (500 Meter) |                      |                    |
| #                  | Name                 | Verein/Team        |
|                    | Miriam Welte         | RC Kaiserslautern  |
|                    | Kristina Vogel       | RSC Turbine Erfurt |
|                    | Sabine Bretschneider | Erkneraner RC 1996 |

### Einerverfolgung
| Männer (4000 m) |                   |                        |            |
| #               | Name              | Verein/Team            | Zeit (min) |
|                 | Nikias Arndt      | Track Team Brandenburg | 4:25,177   |
|                 | Jakob Steigmiller | Thüringer Energie Team | 4:27,824   |
|                 | Stefan Schäfer    | Track Team Brandenburg | 4:32,174   |

| Frauen (3000 m) |                  |                |            |
| #               | Name             | Verein/Team    | Zeit (min) |
|                 | Stephanie Pohl   | RSC Cottbus    | 3:41,662   |
|                 | Madeleine Sandig | SSV Gera 1990  | 3:44,606   |
|                 | Lisa Brennauer   | Hitec Products | 3:39,135   |

### Mannschaftsverfolgung
| Männer |                                                             |                         |
| #      | Name                                                        | Verein/Team             |
|        | Nikias Arndt Henning Bommel Franz Schiewer Stefan Schäfer   | LKT Team Brandenburg    |
|        | Johannes Kahra Ralf Matzka Jakob Steigmiller Kersten Thiele | Thüringer Energie Team  |
|        | Robert Bengsch Bastian Faltin Marcel Kalz Theo Reinhardt    | KED Bianchi Team Berlin |

| Frauen |                                                     |                           |
| #      | Name                                                | Verein/Team               |
|        | Franziska Merten Franziska Ruschke Madeleine Sandig | LV Thüringen              |
|        | Lydia Wegemund Stephanie Pohl Theres Klein          | Stevens Redvil            |
|        | Janine Bubner Simona Janke Jana Schemmer            | Koga Ladies-Central Rhede |

### Punktefahren
| Männer |               |                           |
| #      | Name          | Verein/Team               |
|        | Rüdiger Selig | Jenaer Rad Verein         |
|        | Max Stahr     | Team Nutrixxion Sparkasse |
|        | Marcel Kalz   | KED Bianchi Team Berlin   |

| Frauen |                  |             |
| #      | Name             | Verein/Team |
|        | Stephanie Pohl   | RSC Cottbus |
|        | Madeleine Sandig | RSC Cottbus |
|        | Janine Bubner    | RSC Cottbus |

### Zweier-Mannschaftsfahren (Madison)
| Männer |                            |                                                  |
| #      | Name                       | Verein/Team                                      |
|        | Robert Bengsch Marcel Kalz | KED Bianchi Team Berlin                          |
|        | Erik Mohs Marcel Barth     | Team Nutrixxion Sparkasse/Thüringer Energie Team |
|        | Ralf Matzka Theo Reinhardt | Thüringer Energie Team/KED Bianchi Team Berlin   |